# Увучимиш
Увучимиш (мар. Увучымыш) — марійське національне свято, присвячене завершенню сільськогосподарських робіт.
Відзначення Увучимиша мало сакральне значення для марійців, адже під час святкувань звершувався релігійний ритуал, яким освячувалось і благословлялось споживання хліба з нового врожаю. Під час свята підносились подячні марійські молитви, влаштовувалась святкова трапеза, справлялись забави, що мали звеселяти селян. Значна увага присвячувалась вшануванню померлих, адже Увучимиша входив до комплексу свят, що віддавали шану померлим пращурам.
До свята готувалась вівсяна каша та прісні коржики шергинде. На сімейне свято запрошували родичів та сусідів. У цей день господарі сурмили у ритуальну сурму шиживуч (мар. шыжывуч), сповіщаючи про завершення жнив.